# 太陽の船

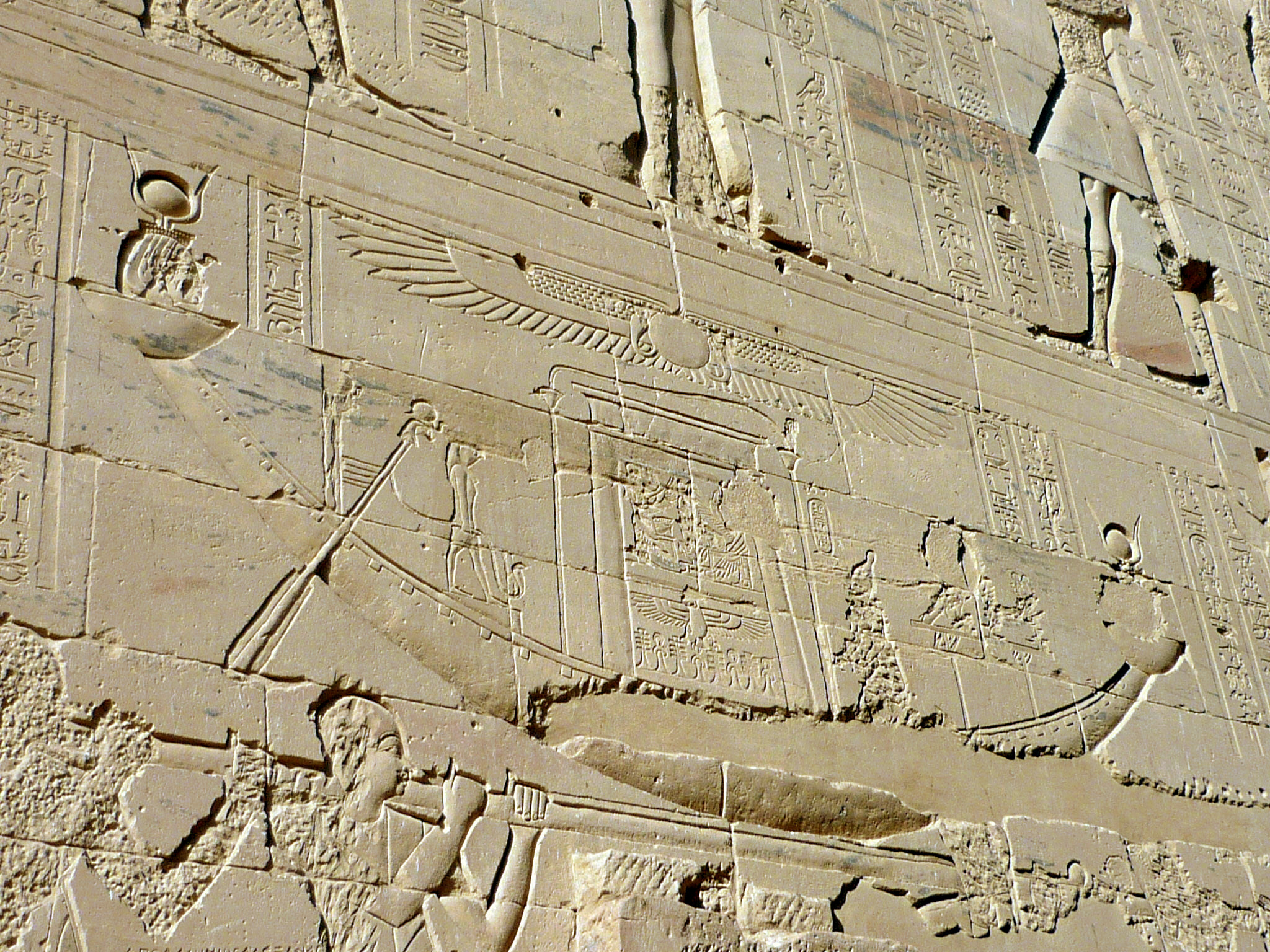
フィラエ神殿の壁画に描かれた太陽の船（おそらくマンジェット）。

太陽の船（たいようのふね）は、エジプト神話において太陽神ラーが乗っているという天空や冥界を航行する船。名前の通り太陽を象徴しており、日中は現世の天空を通り、夜間は地下にある冥界ドゥアトを航行するという。このとき、日中のものを昼の船「マンジェット」（wjꜣ-n-ḥḥw）、夜間のものを夜の船「メセケテット」（msktt）と呼び分ける。なお、日本語では「船」と呼ぶ場合、大型船がイメージされるが、実態としては艀（はしけ、外海の航行はできない小型船のこと）である。

## エジプト神話における概要

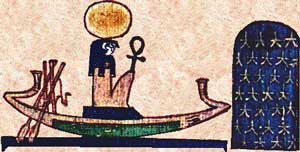
日中を太陽の船に乗って旅するラーを描いた絵。

エジプト神話において、老いた太陽神ラーは地上の統治に疲れ、その責務を放棄して天空へ去ったとされる。そしてラーは艀に乗って天空を旅し、世界に光をもたらしはじめたという。古代エジプトでは時法を12進法とし、日中と夜間をそれぞれ12分割としたが（すなわち1日を24時間とした）、ラーの旅もこれに沿う形となった。日中の12時間は守護神によって監督される門とされた。日没とは、彼と彼の船が西の地平星であるアケトを通過し、地下にある冥界ドゥアトに旅立つことを意味した。このように地平線はドゥアトに通じる門や扉として表現されることがあった。そこでは地下を流れるナイル川を航行し、12の門と地域を通過する。この夜の12時間もまた、12柱の守護神によって門が監視されているとした。そして毎晩、ラーは船を襲ってくる巨大な蛇アペプや混沌の神（イスフェト）と戦う。アペプを倒すと朝を迎え、夜明けと共に現世に戻って再び地上に光をもたらすとされた。
日中の船は「マンジェット」と呼ばれ、ラーはハヤブサの頭の姿で旅をする。夜間の船は「メセケテット」と呼ばれ、ラーは羊の頭になったとされる。1日におけるラーの変遷は、成長・衰退・死・復活（再生）を表しているとも考えられ、古代エジプトの葬礼文章に象徴として現れている。